# Varulvarnas natt
Varulvarnas natt (engelska: I Am Legend) är en roman från 1954 i genren postapokalyptisk science fiction, skriven av Richard Matheson. 2010 översattes den på nytt, under titeln Legend. Den första översättningen till svenska – som Varulvarnas natt – gavs ut 1975 hos B. Wahlströms bokförlag och med stora skillnader jämför med originalet.
Boken har filmatiserats flera gånger. Det skedde första gången 1964 (The Last Man on Earth) och andra gången 1971 (Den siste mannen). Dessutom finns två versioner från 2007, där den ena var med Will Smith i huvudrollen och på svenska känd under originaltiteln I Am Legend.